# Primera División Uruguaya 1946
Il campionato era formato da dieci squadre e il Nacional vinse il titolo.

## Classifica finale
| Pos. | Squadra              | G  | V  | N | P  | GF | GS | Punti |
| ---- | -------------------- | -- | -- | - | -- | -- | -- | ----- |
| 1    | Nacional             | 18 | 15 | 2 | 1  | 63 | 24 | 32    |
| 2    | Peñarol              | 18 | 12 | 4 | 2  | 53 | 21 | 28    |
| 3    | River Plate          | 18 | 10 | 1 | 7  | 28 | 21 | 21    |
| 4    | Defensor             | 18 | 7  | 4 | 7  | 40 | 31 | 18    |
| 5    | Central              | 18 | 5  | 6 | 7  | 33 | 39 | 16    |
| 6    | Rampla Juniors       | 18 | 6  | 4 | 8  | 24 | 37 | 16    |
| 7    | Miramar              | 18 | 4  | 6 | 8  | 24 | 44 | 14    |
| 8    | Liverpool            | 18 | 4  | 5 | 9  | 31 | 38 | 13    |
| 9    | Montevideo Wanderers | 18 | 5  | 3 | 10 | 27 | 43 | 13    |
| 10   | Progreso             | 18 | 3  | 3 | 12 | 27 | 52 | 9     |

G = Partite giocate; V = Vittorie; N = Nulle/Pareggi; P = Perse; GF = Goal fatti; GS = Goal subiti; 

## Classifica marcatori
| Gol |  |  | Giocatore     | Squadra  |
| --- |  |  | ------------- | -------- |
| 21  |  |  | Atilio García | Nacional |